# Neoanchisquilla tuberculata
Neoanchisquilla tuberculata is een bidsprinkhaankreeftensoort uit de familie van de Squillidae. De wetenschappelijke naam van de soort is voor het eerst geldig gepubliceerd in 1998 door Ahyong.